# IC 1761
IC 1761 ist eine Linsenförmige Galaxie vom Hubble-Typ S0/a im Sternbild Cetus südlich des Himmelsäquators. Sie ist schätzungsweise 315 Millionen Lichtjahre von der Milchstraße entfernt und hat einen Durchmesser von etwa 80.000 Lichtjahren. Gemeinsam mit NGC 768 bildet sie ein gravitativ  gebundenes Galaxienpaar.
Im selben Himmelsareal befinden sich u. a. die Galaxien IC 175 und IC 177.
Das Objekt wurde am 2. Oktober 1886 vom US-amerikanischen Astronomen Lewis Swift entdeckt.